# Cosford (Warwickshire)
Cosford – wieś w Anglii, w hrabstwie Warwickshire, w dystrykcie Rugby. Leży 27 km na północny wschód od miasta Warwick i 127 km na północny zachód od Londynu.